# Modelo Jonassen
El modelo jonassen es un modelo que clasifica la tecnología según su uso donde la computadora es parte del aprendizaje, planteando diferentes modos en que puede ser utilizado un ordenador dependiendo de la finalidad y el uso por parte del docente, ya sea como instrumento, vehículo o como contexto.  Esta propuesta está diseñada  desde tres perspectivas:
1. Aprender sobre la computadora: Es el conocimiento de la conformación, funciones y manejo de la computadora; es un acercamiento a ella para su eficiente utilización.
2. Aprender desde la computadora: La computadora es la herramienta que suplanta de cierta manera al docente ya que ella tiene la relación con el alumno mediante la presentación de contenidos prefijados, una enseñanza prefijada; en ocasiones se asigna un tutor pero este tiene solo la calidad de seguir instrucciones ya plasmadas en un software educativo.
3. Aprender con la computadora: Este modelo menciona que el ordenador como medio y no como herramienta, ya que con las estrategias debidas se puede construir aprendizaje en el alumno y trabajar de manera colaborativa, el docente es el guía y el alumno construye sus propios aprendizajes basados en un material base que brindará conocimientos contextualizados y acordes al alumno. Se basa en los preceptos de la escuela antigua

David H. Jonassen reclama la necesidad de «utilizar y evaluar el uso de las tecnologías teniendo en cuenta los objetivos que se desprenden de los atributos que caracterizan el aprendizaje significativo, que exige una tarea activa del alumno y una actividad mental contractiva e intencional» (Momino: 2008, 53) 